# Otłoczyny
Otłoczyny lub otłuczyny, to oczyszczone z nasion oraz spreparowane przez wymoczenie (roszenie) i międlenie, łodygi lnu lub konopi.